# Augustin Robespierre
Augustin Bon Joseph de Robespierre, também conhecido como Augustin Robespierre (Arras, 21 de janeiro de 1763 - Paris, 28 de julho de 1794) era o irmão mais novo do líder revolucionário francês Maximilien Robespierre. Suas opiniões políticas eram semelhantes às de seu irmão. Durante a Batalha de Toulon (1793), ele se tornou um defensor de Napoleão, apelidado de "Robespierre a cavalo". Quando seu irmão foi preso no 9 do Termidor, Robespierre se ofereceu para ser preso também, e foi executado na guilhotina como Maximilien e 20 outros contra-revolucionários.

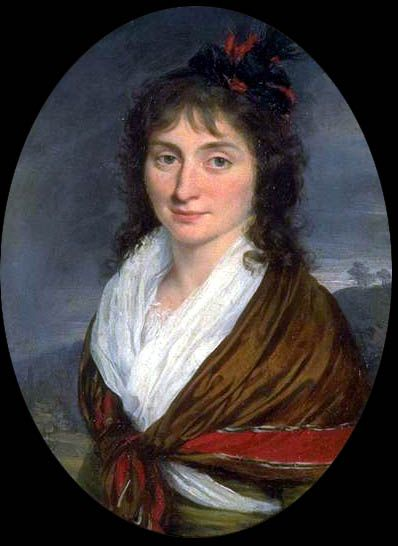
Charlotte Robespierre

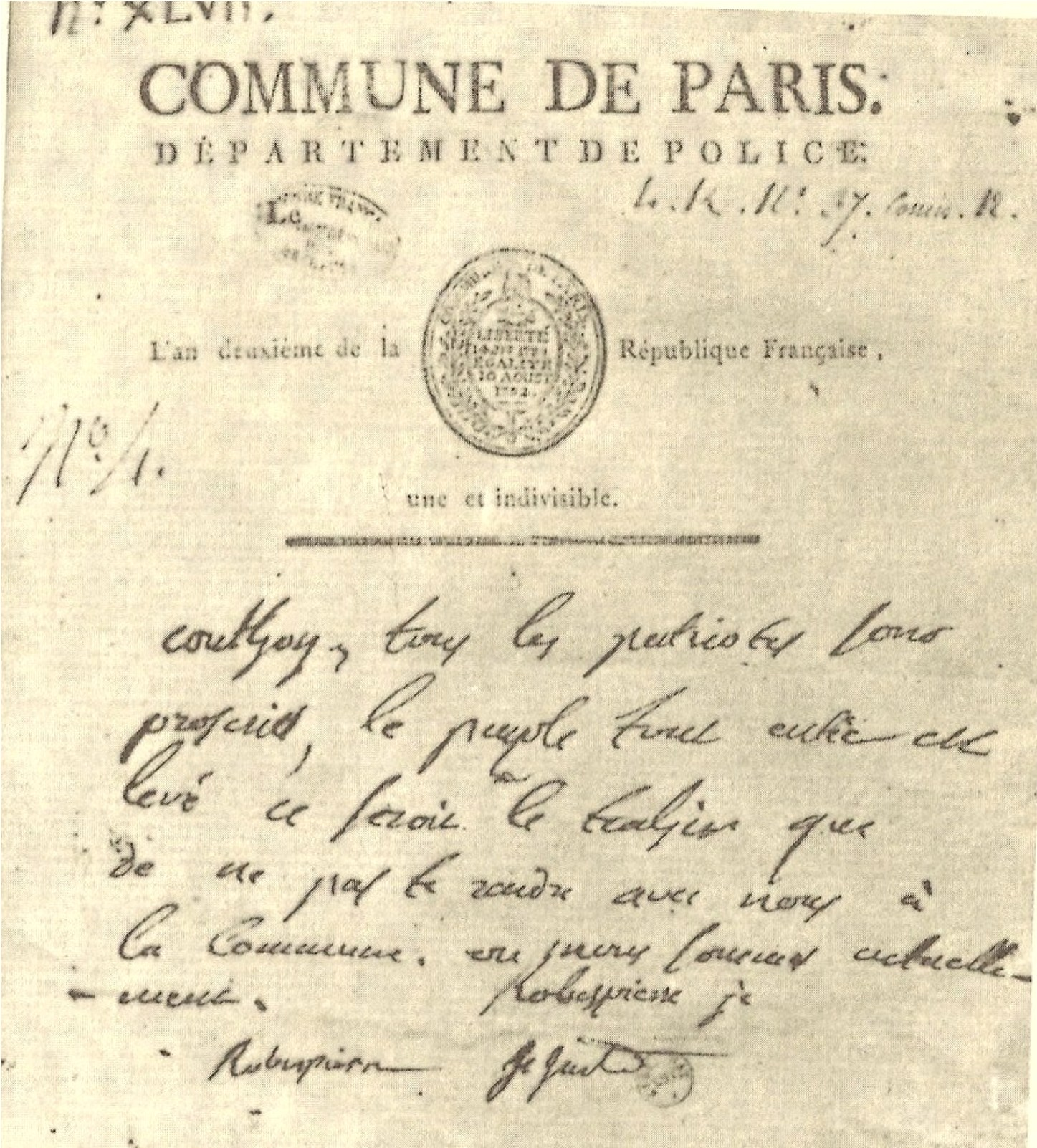
Proclamação escrita por Augustin e assinada por ele, Maximilien Robespierre e Saint-Just chamando Couthon para vir à prefeitura no final da noite de 9 Termidor

## A Convenção
Robespierre se candidatou à eleição para a nova Assembleia Legislativa de Arras em agosto de 1791, mas suas opiniões eram radicais demais para a cidade, que elegeu outro jovem advogado, Sixte François Deusy. No entanto, em 16 de setembro de 1792, Robespierre foi eleito para a Convenção Nacional, 19º em 24 deputados, com 392 votos em 700 expressos, pelos eleitores de Paris, e ele juntou-se a seu irmão no Clube Jacobino. Na Convenção, ele se destacou pela veemência de seus ataques à família real e aos aristocratas. Durante o julgamento de Luís XVI, ele votou a favor da aplicação da pena de morte em 24 horas.
Quando ele veio pela primeira vez a Paris para sentar-se, estava acompanhado por sua irmã Charlotte, e os dois se alojaram com Maximilien na casa de Maurice Duplay na rua Saint Honoré. Assim como seu irmão Maximiliano, também Agostinho se recusou a se casar com sua filha Éléonore. Logo, porém, Charlotte convenceu Maximilien a ir com eles para um novo alojamento na vizinha rua Saint-Florentin por causa de seu maior prestígio e suas tensões com Madame Duplay. No entanto, este arranjo também não durou muito.
No final de julho de 1793, Robespierre foi enviado em uma missão aos Alpes-Maritimes para reprimir a revolta federalista, junto com outro deputado da convenção, Jean François Ricord, e Charlotte o acompanhou. Muito do sudeste da França (Midi) estava em rebelião contra a República, e eles mal conseguiram sobreviver após um ataque de contra-revolucionários em Manosque em 12 de agosto. Em setembro, eles chegaram a Nice, onde se sentiram seguros o suficiente para ir ao teatro, mas na terceira vez que o fizeram, foram atingidos com maçãs podres. Enquanto isso Robespierre descobriu um panfleto intitulado Le souper de Beaucaire (A ceia em Beaucaire), escrita por Napoleão, e ficou impressionado com o contexto revolucionário. Napoleão foi promovido à posição de artilheiro sênior em Toulon. Em 17 de dezembro, Augustin ficou em Ollioules. Em 19 de dezembro de 1793, Augustin não participou da ação militar, liderada por Dugommier e Napoleão, que retomou Toulon dos britânicos. Ele parece ter saído algumas horas antes ou no dia seguinte, mas não estava presente quando Fréron vingou-se da população. Quando voltou a Paris, Augustin decidiu não ir morar com Charlotte; eles não estavam mais se falando. No início de janeiro, Augustin Robespierre ficou chocado com a mudança de atmosfera no clube jacobino. Nesta altura, os revolucionários temiam uns aos outros. Augustin foi morar com Ricord e sua esposa. Maximilien voltou para a casa do Duplay em fevereiro de 1794, doente.

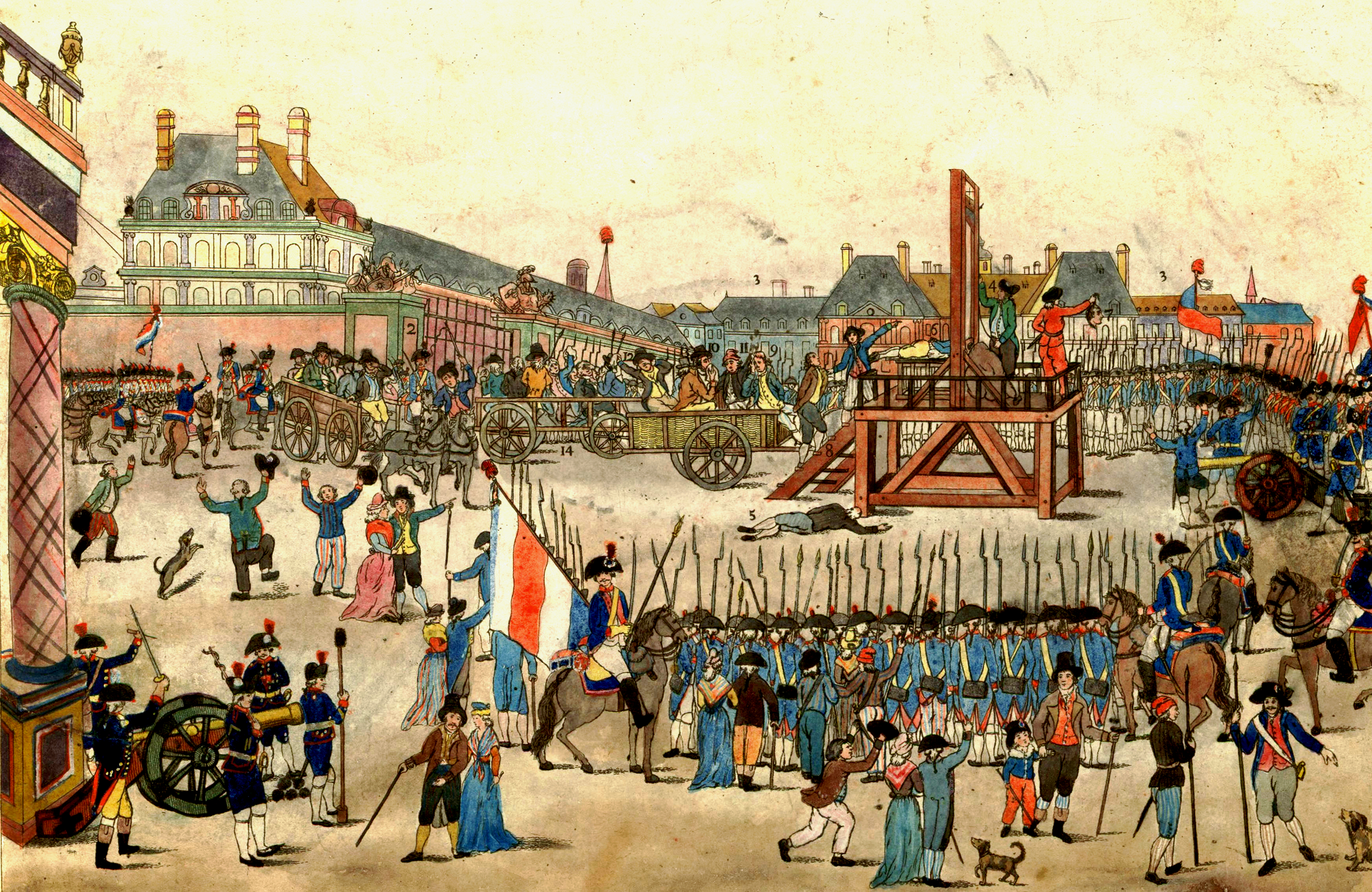
Augustin Robespierre subiu as escadas da guilhotina em 28 de julho de 1794

## Morte
Robespierre estava no salão da Convenção no dia 9 do Termidor II (27 de julho de 1794), quando os deputados votaram pelas prisões de Maximilien, Louis Antoine de Saint-Just e Georges Couthon após uma discussão acalorada. Robespierre então se levantou de seu lugar nos bancos e disse: "Sou tão culpado quanto ele; compartilho suas virtudes, quero compartilhar seu destino. Peço também para ser acusado". Ele foi acompanhado por Philippe-François-Joseph Le Bas. Os cinco foram mantidos sob guarda nas salas da Comissão de Segurança Geral, onde permaneceram até que fosse encontrado um lugar para eles. Ouvindo as prisões, a Comuna de Paris deu ordens a todas as prisões da cidade, proibindo-as de receber qualquer preso, enviadas pela Convenção. Robespierre foi recusado na Prisão Saint-Lazare e levado para a prisão de La Force enquanto Maximilien foi levado para o Luxemburgo. Por causa das ordens da Comuna, eles foram libertados e dirigiram-se ao Hôtel de Ville. Acompanhado por dois oficiais municipais, Robespierre foi o primeiro a chegar. Lá eles passaram o resto da noite tentando em vão coordenar uma insurreição. Na madrugada do 10 Termidor, as forças da Convenção sob Paul Barras irromperam e conseguiram levar a maioria com vida, exceto Le Bas, que se matou, e Jean-Baptiste Coffinhal, que conseguiu escapar, mas se entregou depois de uma semana.

Para evitar a captura, Robespierre tirou os sapatos e saltou de uma saliência. Aterrou nos degraus resultando numa fractura pélvica e várias contusões graves na cabeça, num alarmante estado de "fraqueza e ansiedade". Barras ordenou que Robespierre fosse levado de volta para as salas do Comitê de Segurança Geral. Após algumas horas, os prisioneiros foram levados para a prisão de Conciergerie; quatro deles estavam deitados em macas. Após identificação no Tribunal Revolucionário de acordo com a Lei de 22 Prairial, os vinte e dois condenados foram enviados para o cadafalso na Praça da Revolução no início da noite. Couthon foi o segundo dos prisioneiros a ser executado, com Robespierre como o terceiro, Hanriot como o nono e Maximilien como o décimo.

## Leitura Adicional
- Alexandre Cousin, Philippe Lebas et Augustin Robespierre, deux météores dans la Révolution française (2010).
- Marisa Linton, Choosing Terror: Virtue, Friendship and Authenticity in the French Revolution (Oxford University Press, 2013).
- Sergio Luzzatto, Bonbon Robespierre: la terreur à visage humain (2010).
- Martial Sicard, Robespierre jeune dans les Basses-Alpes, Forcalquier, A. Crest (1900).
- Mary Young, Augustin, the Younger Robespierre (2011, ISBN 9786054512089).